# Graphosoma semipunctatum
Graphosoma semipunctatum là một loài côn trùng thuộc Bộ Cánh nửa chỉ sống trong những vùng bao quanh biển Địa trung hải.
Nó có quan hệ rất gần với loài Graphosoma italicum. Nó khác nhau ở chỗ nó có chấm ở vùng protonomum thay vì là những đường và chân nó toàn màu đỏ (thay vì đen như loài G. italicum).
Loài này sống rất đông trên những cây thuộc họ hoa tán. Màu đỏ của chúng dùng để cảnh báo những giống ăn thịt rằng mùi vị của chúng rất khó ăn.